# 山賀博之
山賀 博之（やまが ひろゆき、1962年3月23日 - ）は、日本の映画監督、脚本家。株式会社ガイナックス元代表取締役社長。
監督作品として映画『王立宇宙軍 オネアミスの翼』などが知られる。

## 経歴・人物

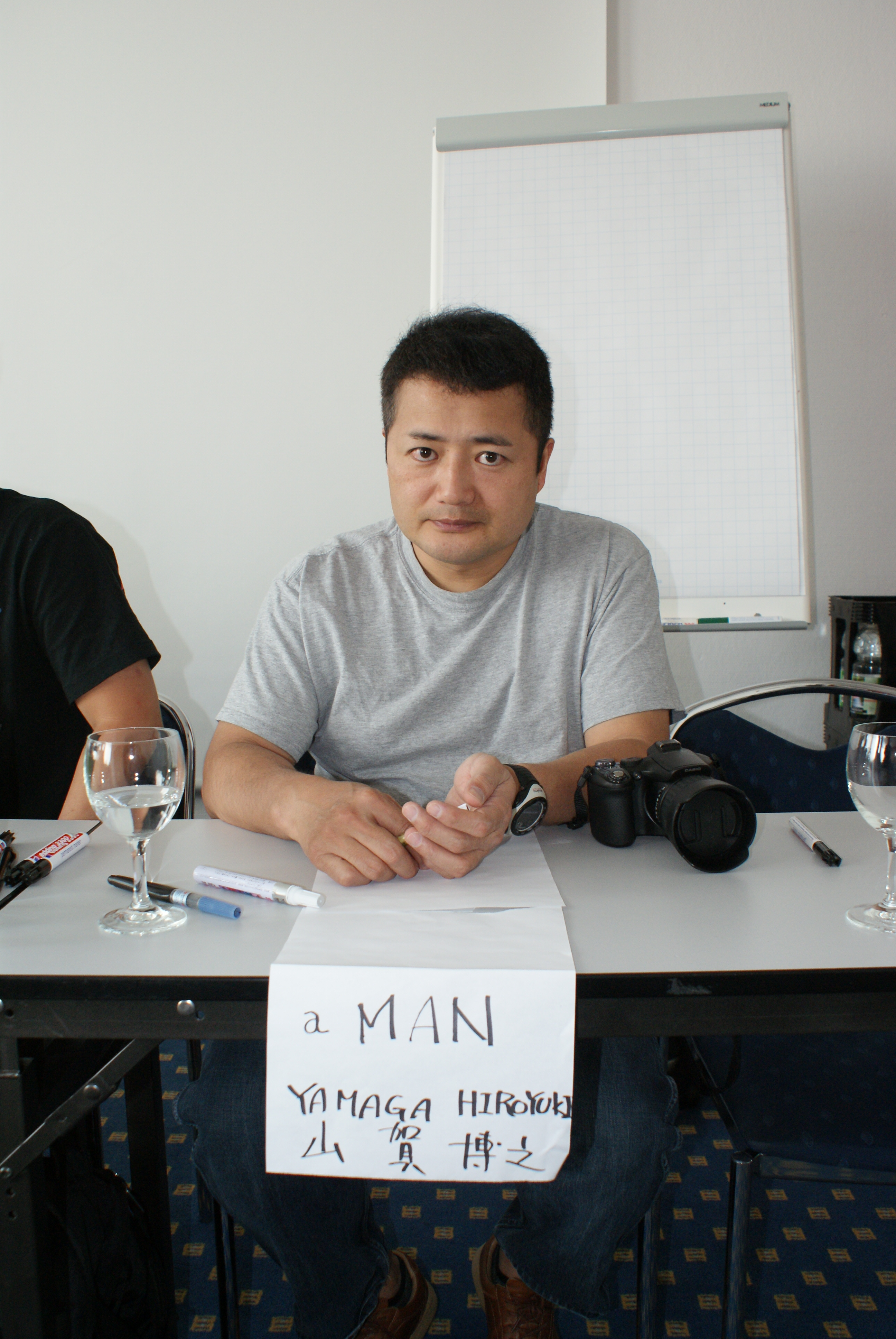
2008年9月14日、「Connichi 2008」にて

新潟県新潟市生まれ。新潟市立宮浦中学校卒業、新潟県立新潟南高等学校卒業、1980年、大阪芸術大学芸術学部映像計画学科（現・映像学科）入学、中退。
映画監督の庵野秀明とは同じ寮で知り合い、この時に初めてアニメーションに興味を持つ。
1981年、第20回日本SF大会（愛称：DAICON 3）のオープニングムービー制作を期に集まったDAICON FILMのメンバーとして自主制作アニメや映画に携わる。
1984年、ガイナックスを設立。大阪での活動に限界を感じていた山賀は、同時期に不倫問題から大阪に居場所を無くしたと悩んでいた岡田斗司夫の窮地を契機と考え、岡田を東京進出に誘う。岡田は、自身の利害と一致していたため、山賀の誘いに乗り、不退転の覚悟で東京進出を決めた、と語っている。しかし、赤井孝美と庵野秀明は、マクロスの制作に参加したことによって3人はプロになろうと決意したが、当時は大阪の学生でプロの成り方が分からず（当時のアニメ制作は一作品ごとにスタッフを集めるシステム）悩んでいた時に、「色んな人脈がある岡田さんが問題を起こして大阪出て行くと言い出したので山賀が、なら一緒に東京行きましょうになった」と語っており、若干の違いがある。 赤井は、山賀は本当は大学卒業してから東京に行くつもりだったとも語っている。誰もが上手くいくとは考えていない中、バンダイへのプレゼンに成功し資金を引き出すことで、岡田斗司夫らと共に、後述の映画『王立宇宙軍 オネアミスの翼』制作のための企業という名目で株式会社ガイナックスを設立した。
1987年、映画『王立宇宙軍 オネアミスの翼』で24歳（製作開始時）にして監督デビュー。
監督にはどうすればなれるかと思い、淀川長治の本を読むと「同じ映画を十回観れば映画監督になれる」と書いてあったので、『がんばれ!ベアーズ 特訓中』を10回観て本当になってしまった、と語っている。

## エピソード
- 若い頃は、周囲の特撮ファンから「顔がキャプテン・スカーレットやモロボシダン（すなわち俳優の森次晃嗣）と似ている」と言われていた。

## 関わったアニメ作品

### 自主制作フィルム
1981年
- DAICON III OPENING ANIMATION（背景・演出）

1983年
- DAICON IV OPENING ANIMATION（総監督）

### テレビアニメ
1982年
- 超時空要塞マクロス（演出助手 / 第9話 絵コンテ・演出）

1989年
- 小松左京アニメ劇場（脚本）

1995年
- 新世紀エヴァンゲリオン（ - 1996年、アニメーションプロデューサー）

2001年
- まほろまてぃっく（監督・シリーズ構成 / 1〜3、5、7、8、10〜12話 脚本）
- アベノ橋魔法☆商店街（監督・脚本）

2002年
- まほろまてぃっく〜もっと美しいもの〜（監督・シリーズ構成 / 1、12、13話 脚本 / 14話 脚本・絵コンテ・演出）
- ぷちぷり*ユーシィ（シリーズ構成）

2004年
- この醜くも美しい世界（原案・シリーズ構成）

2005年
- これが私の御主人様（企画）

2007年
- 天元突破グレンラガン（企画・16話 演出）

2008年
- 屍姫 赫/玄（プロデューサー）

2011年
- ダンタリアンの書架（美術監督・13話 脚本）

2019年
- ピアノの森 第2シリーズ（監督）

### 劇場映画
1987年
- 王立宇宙軍 オネアミスの翼（監督・脚本）

1992年、1997年
- 蒼きウル（原案・脚本・エグゼクティブプロデューサー）※制作中断

1997年
- 新世紀エヴァンゲリオン 劇場版 DEATH & REBIRTH シト新生（製作）
- 新世紀エヴァンゲリオン 劇場版 THE END OF EVANGELION Air/まごころを、君に（製作）

2005年
- 熱風海陸ブシロード（監督）※制作中断
- ワンダフルデイズ（日本語脚本・演出、主題歌日本語版歌詞）

2006年
- トップをねらえ!&トップをねらえ2! 合体劇場版!!（企画）

### OVA
1988年
- 哭きの竜（ - 1990年、脚本 岡田斗司夫名義）
- トップをねらえ!（脚本 岡田斗司夫名義）

1989年
- 機動戦士ガンダム0080 ポケットの中の戦争（脚本）

1991年
- おたくのビデオ（脚本 岡田斗司夫名義）

2006年
- トップをねらえ2!（企画）

2008年
- "Libera me" from hell グレンラガン パラレルワークス 第7弾（演出）

### その他
1989年
- DATA NO.6 FENCE OF DEFENSEのPV（監督）

## 関わったその他の作品

### 自主制作フィルム
- ウルトラマン（出演） 1980年
- ウルトラマンDX（監督・出演） 1981年
- 〔タイトル不明〕（監督） 1981年
- 帰ってきたウルトラマン マットアロー1号発進命令（撮影協力） 1983年
- 八岐之大蛇の逆襲（出演） 1985年

### 劇場映画
- ラブ&ポップ（出演・小道具協力） 1998年
- キューティーハニー（出演・企画協力） 2004年
- 血筋（プロデューサー） 2018年

### その他
- 機動戦士ガンダム0080 ポケットの中の戦争より クリスが見る夢（ノベライズ執筆） 1988年
- ガイナックス CD-ROM画集シリーズ（プロデュース） 1994年〜
- アオイホノオ（第七話 喫茶店マスター役で出演） 2014年
- 大徳寺真珠庵襖絵プロジェクト「かろうじて生きている」 2018年

## 関連作品
- アオイホノオ - 1980年代前半の大阪芸大やDAICON FILMの様子を描いており、山賀も登場する。2014年にTVドラマ化された際は、ムロツヨシが山賀を演じた。